# Izabela Lubczyńska
Izabela Lubczyńska, również jako Izabela Lubczyńska-Kamińska (ur. 20 stycznia 1977) – polska judoczka.
Była zawodniczka KS AZS-AWF Wrocław (1990–2003). Dwukrotna brązowa medalistka zawodów pucharu świata w kategorii do 78 kg (Monachium 1998, Warszawa 1998). Dwukrotna medalistka mistrzostw Europy juniorek (1994 – brąz w kat. do 66 kg, 1995 – srebro w kat. do 72 kg). Ośmiokrotna medalistka mistrzostw Polski seniorek: trzykrotna złota (1997 w kat. do 72 kg, 1998 i 1999 w kat. do 78 kg), dwukrotna srebrna (1996 w kat. do 72 kg, 2000 – mistrzostwa Polski OPEN) i trzykrotna brązowa (2000, 2002 i 2003 w kat. do 78 kg).
W 2006 rozpoczęła służbę w Policji. Ma dwójkę dzieci. 